# Bujalance

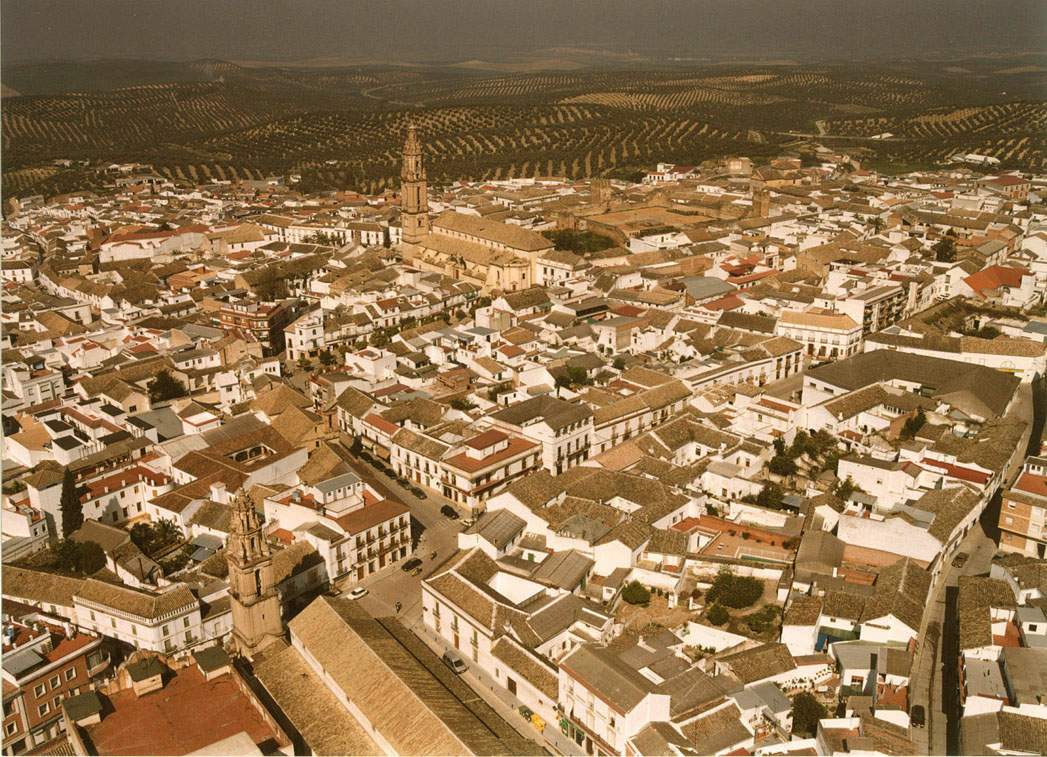
Bujalance

Bujalance is een gemeente in de Spaanse provincie Córdoba in de regio Andalusië met een oppervlakte van 125 km². Bujalance telt 7.638 inwoners (1 januari 2016).

## Demografische ontwikkeling
Bron: INE, 1857-2011: volkstellingen
Opm.: In 1877 werd de gemeente Morente aangehecht